# David Hrnčár
David Hrnčár (Žilina, Eslovaquia, 10 de diciembre de 1997) es un futbolista eslovaco. Juega de delantero y su equipo es el FCV Dender EH de la Primera División de Bélgica.

## Trayectoria

### Slovan Bratislava
Hrnčár debutó en la Superliga de Eslovaquia con el Slovan Bratislava contra el Zemplín Michalovce el 5 de agosto de 2018.

## Clubes
| Club                              | País       | Año       |
| --------------------------------- | ---------- | --------- |
| Š. K. Slovan Bratislava           | Eslovaquia | 2018-2023 |
| F. K. Pohronie (cedido)           | Eslovaquia | 2019      |
| F. C. ViOn Zlaté Moravce (cedido) | Eslovaquia | 2020-2021 |
| S. K. Beveren (cedido)            | Bélgica    | 2023      |
| S. K. Beveren                     | Bélgica    | 2023-2024 |
| FCV Dender EH                     | Bélgica    | 2024-     |

## Palmarés

### Títulos nacionales
| Título                  | Club                    | País       | Año  |
| ----------------------- | ----------------------- | ---------- | ---- |
| Superliga de Eslovaquia | Š. K. Slovan Bratislava | Eslovaquia | 2022 |